# Francisco Inestroza
Francisco Inestroza (* 1810 in Tegucigalpa) war vom 31. Dezember 1863 bis 15. Februar 1864 Präsident von Honduras.

## Leben
Francisco Inestroza studierte wie sein Bruder Jesús Inestroza Rechtswissenschaft und wurde Notar. Francisco Inestroza war Mitglied des Partido Conservador de Honduras. Von 1841 bis 1844 war er Kriegsminister im Regierungskabinett von Francisco Ferrera, zeitweise war er zudem Abgeordneter im Parlament.
Um sich wählen zu lassen, übergab José María Medina das Präsidentenamt am 31. Dezember 1863 an Francisco Inestroza.